# Caimán (obra de teatro)
Caimán es una obra de teatro de Antonio Buero Vallejo, estrenada en el Teatro Reina Victoria de Madrid el 10 de septiembre de 1981.

## Argumento
Néstor es un sindicalista que lucha por mejorar las condiciones laborales de las clases obreras, al tiempo que recuerda su encarcelamiento bajo la dictadura. Sus penalidades se ven agravadas tras el suicidio de su esposa Rosa, incapaz de superar la muerte de la hija de ambos.

## Estreno
- Dirección: Manuel Collado.
- Reparto: 
  - Dama… María del Puy.
  - Dionisio… Fernando Delgado.
  - Rosa… Lola Cardona.
  - Néstor… Francisco Hernández.
  - Charito… Sara Gil.
  - Rufina… Carmen Rossi.
  - Funcionario… Carlos Lucini.